# Sulfamerazin
Sulfamerazin (Handelsnamen u. a. Trimetox vet. – Hersteller Veyx) ist ein Chemotherapeutikum der Gruppe Sulfonamide, das als Antibiotikum vor allem bei Infektionen der Atmungsorgane, Harnwege und des HNO-Bereichs indiziert ist.
Um ein breiteres Wirkungsspektrum abzudecken, sind orale Zubereitungsformen in Kombination mit Trimethoprim verfügbar.

## Klinische Angaben

### Anwendungsgebiete (Indikationen)
Bei Infektionen der Atmungsorgane, Harnwege und des HNO-Bereichs wird ein Kombinationspräparat mit Trimethoprim eingesetzt.
Sulfamerazin wird in der Veterinärmedizin verwendet.

### Wechselwirkungen mit anderen Medikamenten
Die nephrotoxische Wirkung des Cyclosporins A kann verstärkt werden.

### Unerwünschte Wirkungen (Nebenwirkungen)
Im Wesentlichen gleichen die unerwünschten Wirkungen denen von Sulfadiazin und Sulfamethoxazol.

## Pharmakologische Eigenschaften

### Wirkungsmechanismus (Pharmakodynamik)
Die Wirkung beruht auf der kompetitiven Enzymhemmung in den Bakterien bei der Dihydrofolsäurebildung. Sulfamerazin fungiert als p-Aminobenzoesäuree-Antagonist und wirkt damit bakteriostatisch.

## Physikalische Eigenschaften
Die Verbindung tritt in zwei polymorphen Kristallformen auf. Das Polymorph I schmilzt bei 237 °C. Das Polymorph II wandelt sich in einem Festphasenübergang bei 175 °C in Polymorph I um. Beide Formen stehen enantiotrop zueinander.

### Rückstandsprüfung
Rückstände von Sulfamerazin in Lebensmitteln (zum Beispiel Hühnereiern) aus behandelten Tieren können bis zu zehn Tage nach Behandlung gefunden werden.

### Synthese

Syntheseschritt 2: Hydrolyse der Acylgruppe

Sulfamerazin wird durch Kondensation von 2-Amino-4-methylpyrimidin mit Acetylsulfanilylchlorid, gefolgt von der Hydrolyse der Acetylgruppe, hergestellt:

Syntheseschritt 1

### Reinheitsprüfung
Die Reinheitsprüfung auf verwandte Substanzen erfolgt mit Hilfe der Dünnschichtchromatographie (DC). Laut Europäischem Arzneibuch erfolgt die Detektion mit fluoreszierenden Platten unter der UV-Lampe (λ = 254 nm), bei der dann eine Auslöschung (dunkler Fleck), verursacht durch die UV-Absorption der Sulfamerazin-Chromophore, zu sehen ist. Es ist auch möglich, die Substanzflecken mit DMAB (Ehrlichs Reagenz), welches nach Hitzebehandlung ein gelbes Reaktionsprodukt erzeugt, sichtbar zu machen:

Sulfamerazin reagiert mit DMABA (Ehrlichs Reagenz)

### Lagerung
Sulfamerazin sollte vor Licht geschützt aufbewahrt werden.

## Handelsnamen
Die Monotherapie wird nicht empfohlen.
Handelsnamen einiger Kombinationspräparate von Sulfamerazin sind:
- Decotox (vet.) – Hersteller Ascor (IT)[8]
- Trimetox (vet.) – Hersteller Veyx (DE)[8]
- Berlocombin – Hersteller Berlin-Chemie

## Präparate
- Berlocombin 100 Suspension und Berlocombin 200 Tabletten